# Anomala gravida
Anomala gravida är en skalbaggsart som beskrevs av Gilbert John Arrow 1911. Anomala gravida ingår i släktet Anomala och familjen Rutelidae. Inga underarter finns listade i Catalogue of Life.